# Пумор
Пумо́р (рос. Пумор, марій. Пумыр) — присілок у складі Моркинського району Марій Ел, Росія. Входить до складу Себеусадського сільського поселення.

## Населення
Населення — 76 осіб (2010; 96 у 2002).
Національний склад (станом на 2002 рік):
- лучні марійці — 99 %